# Resolución 1472 del Consejo de Seguridad de las Naciones Unidas
La resolución 1472 del Consejo de Seguridad de las Naciones Unidas, adoptada por unanimidad el 28 de marzo de 2003, tras recordar todas las resoluciones anteriores sobre el Iraq, incluidas las resoluciones 661 (1991), 986 (1995), 1409 (2002) y 1454 (2002) relativas a la prestación de ayuda humanitaria al pueblo iraquí, aprobó ajustes al Programa Petróleo por Alimentos que otorgaban al Secretario General más autoridad para administrar el programa durante los 45 días siguientes.  El programa había sido suspendido cuando el Secretario General ordenó a todo el personal de las Naciones Unidas abandonar Iraq días antes de la invasión liderada por Estados Unidos. 
La resolución fue adoptada después de una semana de negociaciones cerradas, en las que Francia, Rusia y Siria se opusieron al uso de dinero humanitario para financiar operaciones militares contra Irak.  Casi 70 países participaron en los debates, y muchos de ellos manifestaron su oposición a la invasión de Irak liderada por Estados Unidos. 

## Resolución
El Consejo de Seguridad señaló que, de conformidad con el Cuarto Convenio de Ginebra de 1949, la potencia ocupante es responsable del suministro de alimentos y suministros médicos, en particular si los recursos del territorio ocupado son inadecuados.  Estaba convencido de la necesidad de adoptar una medida temporal para proporcionar asistencia humanitaria al pueblo iraquí en todo el país y extender esas medidas a quienes habían abandonado Iraq debido a la guerra en curso .
Además, tomó nota de la decisión del Secretario General Kofi Annan de retirar del Iraq a todo el personal que trabajaba en la ejecución del Programa Petróleo por Alimentos el 17 de marzo de 2003. Reafirmó la necesidad de prestar socorro humanitario y la necesidad de seguir reevaluando el Programa. Se reafirmó el derecho del pueblo iraquí a controlar sus recursos naturales y determinar su propio futuro político. 
De conformidad con el Capítulo VII de la Carta de las Naciones Unidas, se instó a todas las partes interesadas a cumplir sus obligaciones en virtud del derecho internacional y se pidió a la comunidad internacional que proporcionara socorro humanitario al pueblo iraquí tanto dentro como fuera del país. En vista de las circunstancias imperantes en el Iraq, el Consejo reconoció la necesidad de modificar temporalmente el Programa para garantizar la ejecución de los contratos financiados y no financiados celebrados por el Gobierno iraquí para satisfacer las necesidades de los refugiados y de las personas desplazadas internamente .  A este respecto, se autorizó al Secretario General a:
a) establecer lugares alternativos para la entrega, inspección y confirmación de suministros humanitarios tanto dentro como fuera del Iraq;
b) revisar los contratos financiados y no financiados para determinar las prioridades de los suministros relativos a las necesidades civiles esenciales;
(c) contactar a los proveedores de los bienes para determinar su ubicación;
(d) negociar y acordar ajustes a los contratos;
(e) negociar e iniciar nuevos contratos para suministros médicos esenciales;
f) transferir fondos no comprometidos entre las cuentas creadas en la Resolución 986 para garantizar la entrega de suministros humanitarios;
(g) utilizar fondos adicionales para compensar a los proveedores por costos adicionales;
(h) sufragar los costos operativos y administrativos adicionales que resulten del Programa ajustado;
(i) utilizar fondos en las cuentas para comprar bienes producidos localmente.
Se autorizarían actividades adicionales cuando la situación en el país mejorara y se habilitaran más fondos. Todas las solicitudes presentadas fuera del Programa Petróleo por Alimentos serían examinadas por el Comité del Consejo de Seguridad establecido en la Resolución 661, que también supervisaría las nuevas disposiciones de la resolución actual. Las nuevas disposiciones permanecerían en vigor durante 45 días, sujetas a futuras renovaciones.  Entretanto, se instó a todas las partes interesadas a permitir el acceso sin trabas de las organizaciones humanitarias internacionales al pueblo del Iraq y a promover su seguridad y libertad de movimiento, así como la del personal de las Naciones Unidas. 